# Santa María, Huazalingo
Santa María är en ort i Mexiko.   Den ligger i kommunen Huazalingo och delstaten Hidalgo, i den sydöstra delen av landet, 190 km norr om huvudstaden Mexico City. Santa María ligger 515 meter över havet och antalet invånare är 372.
Terrängen runt Santa María är kuperad. Runt Santa María är det ganska tätbefolkat, med 129 invånare per kvadratkilometer. Närmaste större samhälle är Huejutla de Reyes, 16,5 km norr om Santa María. I omgivningarna runt Santa María växer huvudsakligen savannskog.